# نوردهاوزن
نوردهاوزن (به آلمانی: Nordhausen) شهری در شمال ایالت تورینگن آلمان است. از این شهر یک بزرگراه می‌گذرد و دارای یک ایستگاه در خط آهن سراسری آلمان است. این شهر، شهر کوچک و کم جمعیتی به‌شمار می‌رود.

## دانشگاه علمی کاربردی نوردهاوزن (فاخ‌هخشوله)
این دانشگاه در سال ۱۹۹۷ تأسیس شده‌است. با وجود جوان بودن یکی از مطرح‌ترین دانشگاه‌های آلمان در زمینهٔ انرژی‌های نو می‌باشد. تنها کالج ایالت تورینگن نیز در این دانشگاه قرار دارد.

## اردوگاه دورا
اردوگاه کار اجباری دورا در نزدیکی این شهر قرار دارد. در این اردوگاه در زمان جنگ جهانی دوم، تحقیقات برای ایجاد موشک فاو-۲ توسط آلمان نازی با به کارگیری اسیران جنگی انجام می‌گرفت. بسیاری از اسیران جنگی زندانی در این مکان، بر اثر گرسنگی یا کار زیاد کشته شده‌اند.